# 麻植持光
麻植 持光（おえ もちみつ、生年不詳 - 天文22年〈1553年〉）は、戦国時代の武将。「麻殖持光」とも呼ばれる。阿波国美馬郡内山城主。

## 略歴
麻植氏は阿波忌部氏の流れを汲み、忌部神社大宮司でもあった。
勝瑞城主・細川持隆（氏之）の信任を得て、「持」の偏諱を受けた。天文22年（1553年）に細川持隆が重臣の三好実休に殺害された為、持光が実休の攻略を企図するも、敗退。再起を図り阿波郡の国人・川人備前守を頼るも断られ、逆に攻撃を受け讃岐国に逃れ同国丹生で戦死したという。